# Dan oslobođenja (Italija)
Dan oslobođenja (tal. L'anniversario della liberazione d'Italia; Festa della Liberazione), također poznat kao 25. travnja (tal. Venticinque aprile), državni je praznik Italije koji se slavi svakog 25. travnja u spomen na oslobođenje Italije od nacističke okupacije i fašizma.